# Dinastia Chalukya

Extensió de l'Imperi Chalukya de Badami (636- 740)

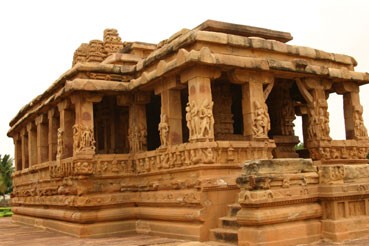
Arquitectura Chalukya: El temple de Durga de Aihole.

La dinastia Chalukya (Kanara: ಚಾಲುಕ್ಯರು; AFI: [tʃa ɭukjəː]) és una dinastia reial índia que regnà sobre una gran part del sud i centre de l'Índia entre els segles VI i XII. Durant aquest període, tres dinasties vinculades, però diferents se succeïren. La més antiga, coneguda sota el nom "Chalukya de Badami", regnà a partir de la seva capital Vatapi (avui Badami) a partir de la meitat del segle vi. Els Chalukya de Badami es feren independents del regne Kadamba de Banavasi, en plena decadència, i afirmaren ràpidament la seva potència a partir del regnat de Pulakesi II (610-642). Després de la mort de Pulakesi II, els Chalukya orientals formaren un regne independent en el Dècan oriental, que perdurà al voltant de la seva capital, Vengi, fins al segle xi. En el Dècan occidental, l'augment de poder dels Raxtrakutes, a mitjans del segle viii, eclipsà la dinastia dels Chalukya de Badami, abans que els seus descendents, els Chalukya occidentals, coneguessin un renaixement durant el segle x. Aquests últims regnaren sobre Kalyani (l'actual Basavakalyan) fins a la fi del segle xii.
El domini dels Chalukya marca una etapa important en la història de l'Índia del Sud i una edat d'or en la història de Karnataka. El mapa polític de l'Índia del Sud passa d'un mosaic de petits regnes a un gran imperi organitzat amb l'ascensió dels Chalukya de Badami. Per primera vegada, un sol regne controla la regió entre els rius Kaveri i Narmada. La grandària d'aquest imperi comporta la creació d'una administració eficaç, el desenvolupament del comerç interior, intercanvis a ultramar i un nou estil arquitectònic anomenat "estructura Chalukya". La literatura kanara, ja recolzada pels reis Raxtrakutes al segle ix, troba nous mecenes en els Chalukya occidentals, sobretot per a les tradicions jainista i viraxaiva. El segle xi contempla el naixement de la literatura telugu sota el patrocini dels Chalukya orientals.

## Llista de reis

### Chalukya de Badami
- Jayasimha (500-525, a Pattadkal)
- Ranaraga (525-543)
- Pulakesi I. (543-566)
- Kirtivarman I. (566-597)
- Mangalesa (597-609)
- Pulakesi II (609-642)
- Vikramaditya I. (655-680)
- Vinayaditya (680-696)
- Vijayaditya (696-733)
- Vikramaditya II. (733-746)
- Kirtivarman II. (746-757)

### Chalukya de Kalyani
- Tailapa Ahavamalla (973-997)
- Satyasraya Irivabedanga (997-1008)
- Vikramaditya I. (1008-1014)
- Ayyana (1014-1015)
- Jayasimha (1015-1042)
- Someshvara I. (1042-1068)
- Someshvara II. (1068-1076)
- Vikramaditya II. (1076-1127)
- Someshvara III. (1127-1138)
- Jagadekamalla (1138-1151)
- Tailapa (1151-1156/62)
- Someshvara IV. (ca. 1181-1189)

### Chalukya orientals de Vengi
- Kubja Vishnuvardhana (624 – 641)
- Jayasimha I. (641 – 673)
- Indra Bhattaraka (673)
- Vishnuvardhana II (673 – 682)
- Mangi Yuvaraja (682 – 706)
- Jayasimha II (706 – 718)
- Vishnuvardhana III (719 – 755)
- Vijayaditya I (755 – 772)
- Vishnuvardhana IV (772 – 808)
- Vijayaditya II (808 – 847)
- Vishnuvardhana V (847– 849)
- Vijayaditya III (848 – 892)
- Chalukya Bhima I (892 – 921)
- Vijayaditya IV (921)
- Amma I (921 – 927)
- Vikramaditya II. (927 – 928)
- Yuddamalla II (928 – 935)
- Chalukya Bhima II (935 – 947)
- Amma II (947 – 970)
- Danamava (970 – 973)
- Jata Choda Bhima (973 - 1000)
- Saktivarman I (1000 - 1011)
- Vimaladitya (1011 – 1018)
- Rajaraja Narendra (1018 – 1061)
- Saktivarman II.
- Vijayaditya VII. (1063 – 1068 C.E., 1072 – 1075)